# Tessaradomidae
Tessaradomidae zijn een familie van mosdiertjes uit de orde Cheilostomatida en de klasse van de Gymnolaemata.

## Geslachten
- Smithsonius Gordon, 1988
- Tessaradoma Norman, 1869